# Christian Scaroni
Christian Scaroni (Brescia, 16 ottobre 1997) è un ciclista su strada italiano che corre per l'XDS Astana Team.
Professionista dal 2020, nel 2022 ha vinto due tappe all'Adriatica Ionica Race, nel 2023 ha concluso al secondo posto l'Arctic Race of Norway e nel 2025 ha vinto una tappa al Giro d'Italia.

## Palmarès
- 2014 (Juniores)[2]

Trofeo OML
- 2015 (Juniores)[3]

Trofeo Falcone Marcello
Campionati italiani, prova in linea Juniores
Trofeo Temponi e Gatta
- 2018 (Petroli Firenze-Maserati-Hopplà)[4]

Giro delle Balze Under-23
Trofeo Comune di Monte Urano
Gran Premio Città di Empoli
- 2022 (Gazprom-Rusvelo/Astana Qazaqstan, due vittorie)

1ª tappa Adriatica Ionica Race (Tarvisio > Monfalcone)
5ª tappa Adriatica Ionica Race (Castelraimondo > Ascoli Piceno)
- 2025 (XDS Astana Team, quattro vittorie)

Classic Var
1ª tappa Tour des Alpes-Maritimes (Contes > Gourdon)
Classifica generale Tour des Alpes-Maritimes
16ª tappa Giro d'Italia (Piazzola sul Brenta > San Valentino (Brentonico))

### Altri successi
- 2019 (Equipe Continentale Groupama)

Classifica scalatori Tour de Normandie
Classifica giovani Tour du Jura
- 2021 (Gazprom-RusVelo)

Classifica scalatori Giro di Sicilia
- 2022 (Gazprom-RusVelo/Astana Qazaqstan)

Classifica a punti Adriatica Ionica Race

## Piazzamenti

### Grandi Giri
- Giro d'Italia

2023: 58º
2024: non partito (18ª tappa)
2025: 40º

### Classiche monumento
- Milano-Sanremo

2024: 36º
- Liegi-Bastogne-Liegi

2023: 87º
2024: 53º
2025: 23º
- Giro di Lombardia

2022: ritirato
2023: 69º
2024: ritirato

### Competizioni continentali
- Campionati europei

Zlín 2018 - In linea Under-23: 4º